# Francesco Francia

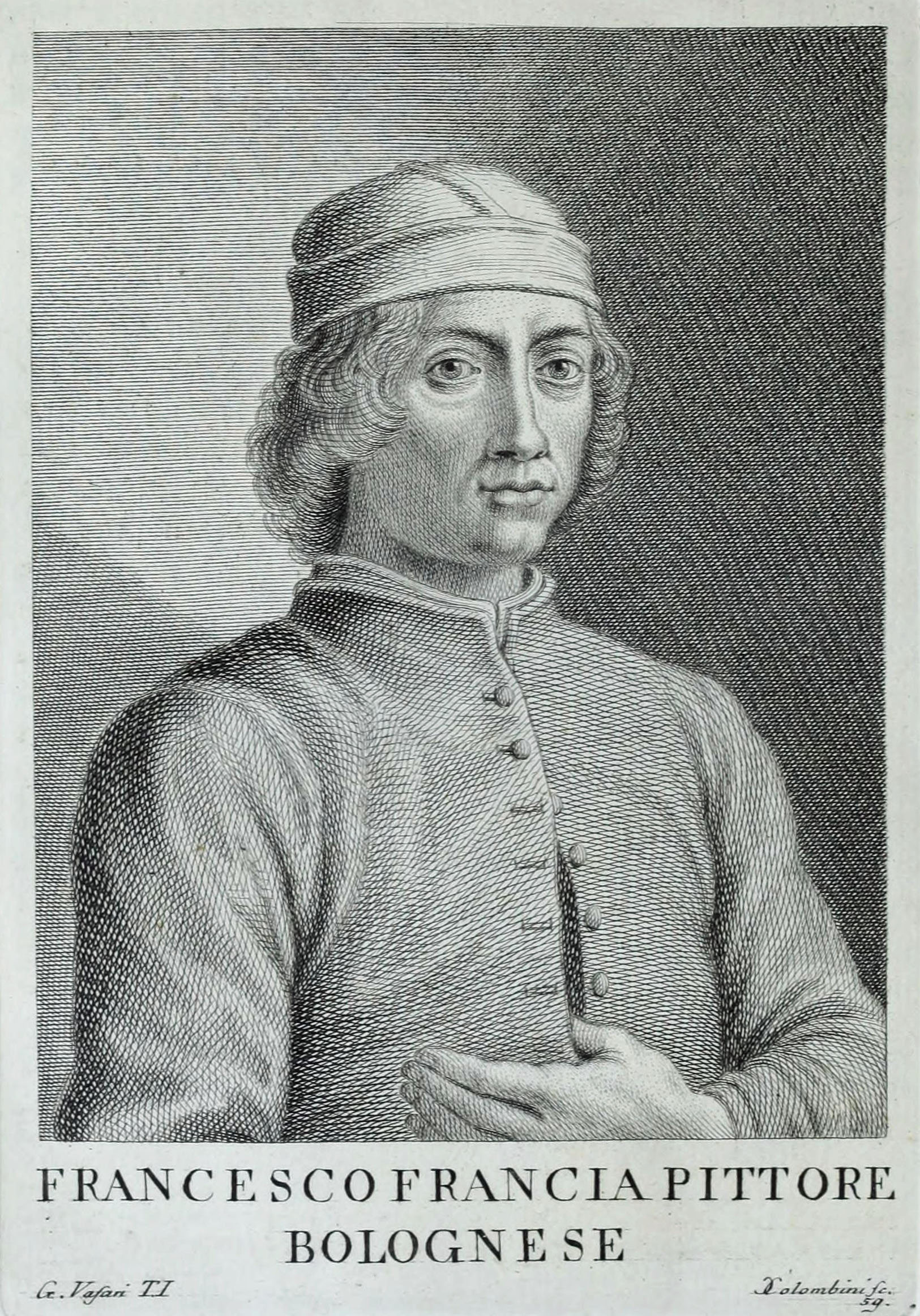
Francesco Francia

Francesco Francia, nato Raibolini ma detto il Francia (Zola Predosa o Bologna, 1447-1449 circa – Bologna, 5 gennaio 1517), è stato un pittore, orafo e medaglista italiano, attivo a Bologna.

## Biografia

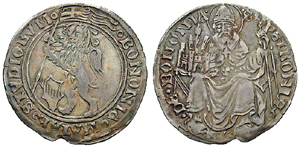
Grossone dei Bentivolio di Francia.

Secondo gli studi più recenti, il Francia risulta nato non a Bologna ma nel contado, a Zola Predosa (oggi comune in provincia di Bologna), località all'epoca chiamata Ceula. Secondo il Vasari, Francesco sarebbe nato nel 1450; tuttavia si è rintracciato un atto notarile del 1468 in cui il futuro pittore figura come testimonio a favore del proprio maestro bolognese di arte orafa, e siccome all'epoca non si raggiungeva la condizione della maggiore età prima dei 21 anni, gli studiosi (a cominciare dal Sighinolfi) sono in larga parte concordi nel retrodatare la data di nascita di Francesco Francia verosimilmente al 1447. Un cronista bolognese che ne annotò la morte nel 1517, lo disse infatti "di circa sessantotto anni", il che renderebbe verosimile fissare la data di nascita del Francia tra il 1447 e il 1449, né prima né dopo.
Prima di avvicinarsi alla pittura nel 1485 ebbe una formazione come orafo. Studiò con l'artista Francesco Squarcione. Le sue opere sono coniate in prevalenza con la raffigurazione della giovane Maria e di Santi. Alla sua scuola appartengono, oltre all'incisore Marcantonio Raimondi, anche Iacopo Boatieri, Francesco Bandinelli da Imola, Giovanni Borghesi da Messina, Bartolomeo da Forlì e parecchi altri oltre ai suoi figli Giacomo e Giulio.
Nel 1483 divenne capo della Corporazione degli orafi bolognesi, funzione che rivestì più volte (1489, 1506-1508 1512). Nel 1514 era capo della Società delle quattro arti di Bologna. Dai Bentivoglio fu incaricato della realizzazione dei conii delle monete per la zecca cittadina, e tale carica gli fu riconfermata da Papa Giulio II. Il Francia ottenne una grande reputazione per marchi di sigilli, ornamenti d'argento e nielli (ornamenti incisi in lavori di oreficeria e riempiti di smalto nero). Due piatti lavorati a niello si trovano all'Accademia di Bologna.
Fu menzionato per la prima volta come pittore nel 1486 e il suo primo lavoro è la Madonna Felicini, firmata e datata 1494. Ha lavorato in collaborazione con Lorenzo Costa, influenzato dal suo stile e da quello di Ercole de' Roberti fino al 1506 quando il Francia divenne pittore di corte dei Gonzaga a Mantova: da quel momento sarà influenzato dal Perugino e Raffaello.
Fra il 1505 e il 1506 dipinse insieme a Lorenzo Costa e Amico Aspertini gli affreschi dell'Oratorio di Santa Cecilia in San Giacomo Maggiore a Bologna. Successivamente dipinse una Presentazione al tempio nell'Abbazia di Santa Maria del Monte a Cesena, una Pietà ora conservata nella Galleria nazionale di Parma e un'Immacolata Concezione per la Basilica di San Frediano a Lucca.
Il papato inviò alla città di Bologna, formalmente in dono e in sostanza come forma di pressione politica, l'estasi di Santa Cecilia di Raffaello, e da quel momento Francesco Francia pare abbia smesso di dipingere. Questa ipotesi è deducibile dal quanto annota il Vasari nelle Vite ove riferisce che considerandosi il Francia eccelso tra i pittori la visione del capolavoro e il riconoscimento della superiorità di Raffaello abbia prodotto in lui una tale depressione da causargli la morte.
(Giorgio Vasari, Le vite)

In onore del pittore zolese, nel 1952 viene fondata a Zola Predosa, sua città natale, la società di pallacanestro ASD Francesco Francia, militante nei campionati regionali dell'Emilia Romagna.

## Opere di pittura (selezione)

### Fino al 1500
- Crocifissione con i Santi Giovanni Evangelista e Girolamo (Crocifissione Bianchini), 1485 circa, 52 cm x 33 cm, olio su tavola, Palazzo d'Accursio, Bologna
- Sacra Famiglia, 1485 circa, 54 cm x 40 cm, olio su tavola, Gemäldegalerie, Berlino
- Madonna col Bambino a cui un angelo offre ciliegie, 1490 circa, 58 cm x 44 cm, olio su tavola, Carnegie Museum of Art, Pittsburgh
- Ritratto di Bartolomeo Bianchini [4], 1485-1500 circa, 57 cm x 41 cm, olio su tavola, National Gallery, Londra
- Il Battesimo di Cristo, 1490 circa, 29 cm x 55 cm, olio su tavola, Museu Calouste Gulbenkian, Lisbona
- Madonna col Bambino in piedi su un parapetto con cardellino in mano a due angeli, 1495 circa, 64 cm x 49 cm, olio su tavola, Alte Pinakothek, Monaco
- Pala Calcina, 1500, 193 cm x 151 cm, tempera e olio su tela (ex tavola), Ermitage, San Pietroburgo

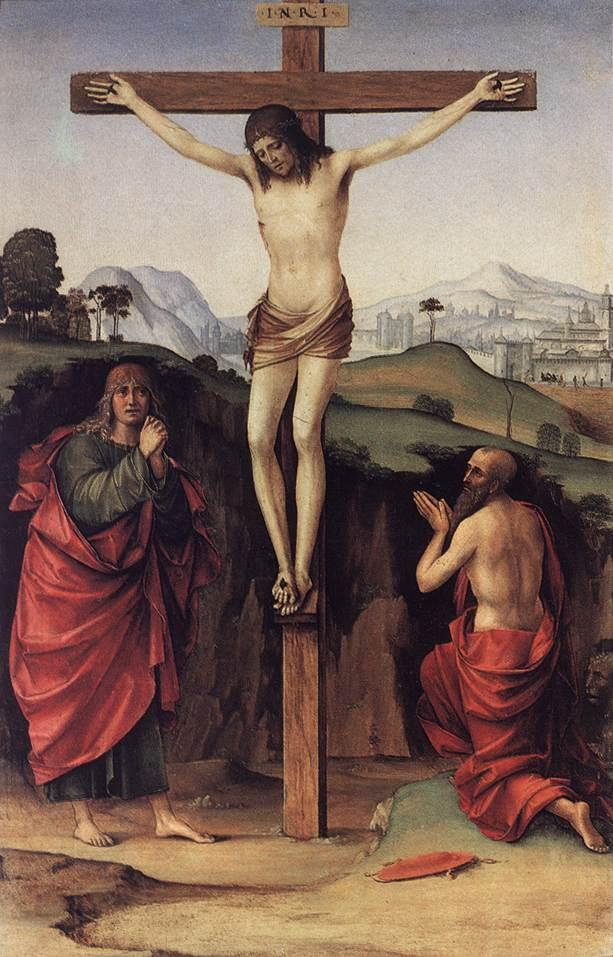
Crocifissione 1485 circa, Bologna
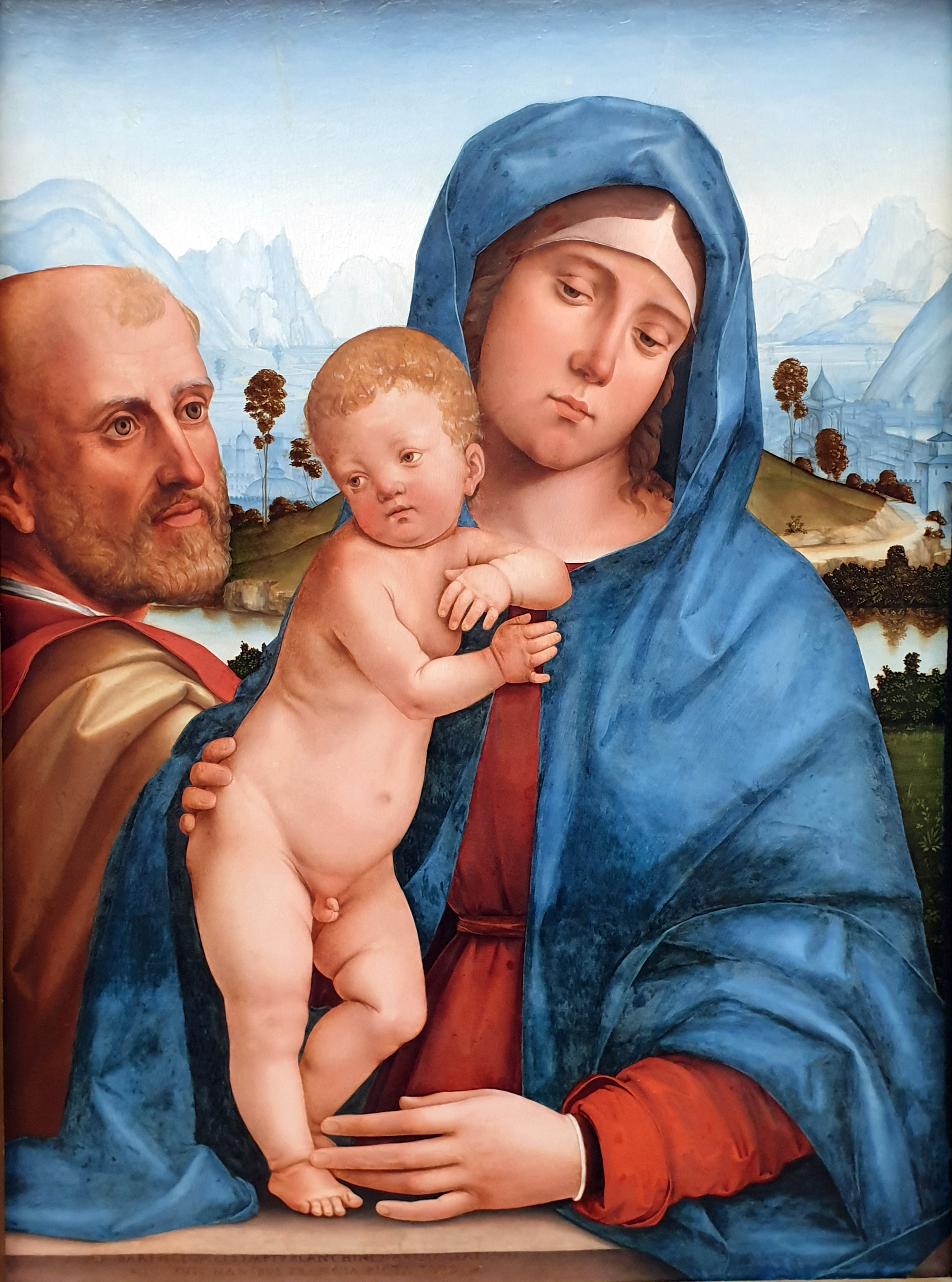
Sacra Famiglia 1485 circa, Berlino
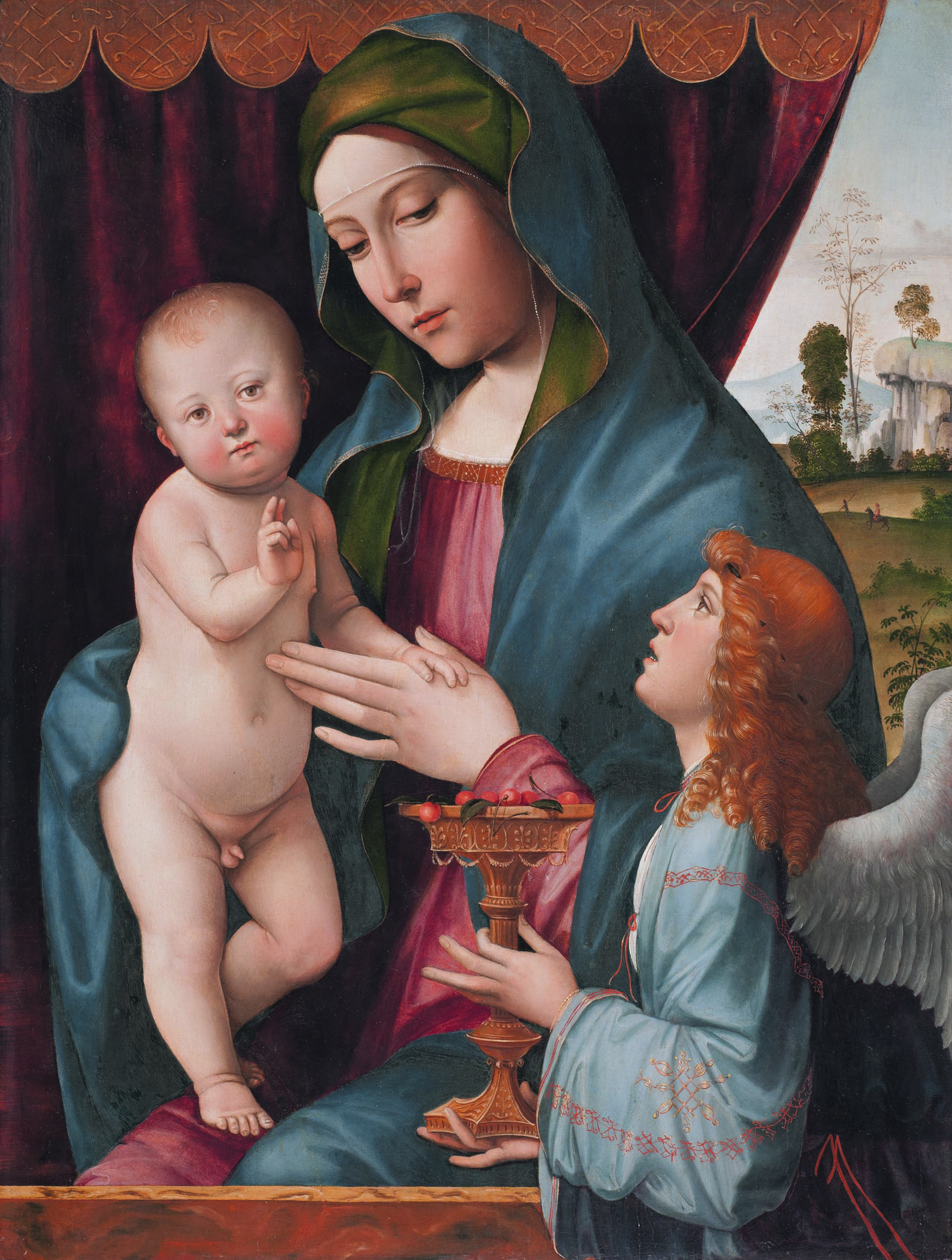
Madonna e angelo 1495-1500, Pittsburg
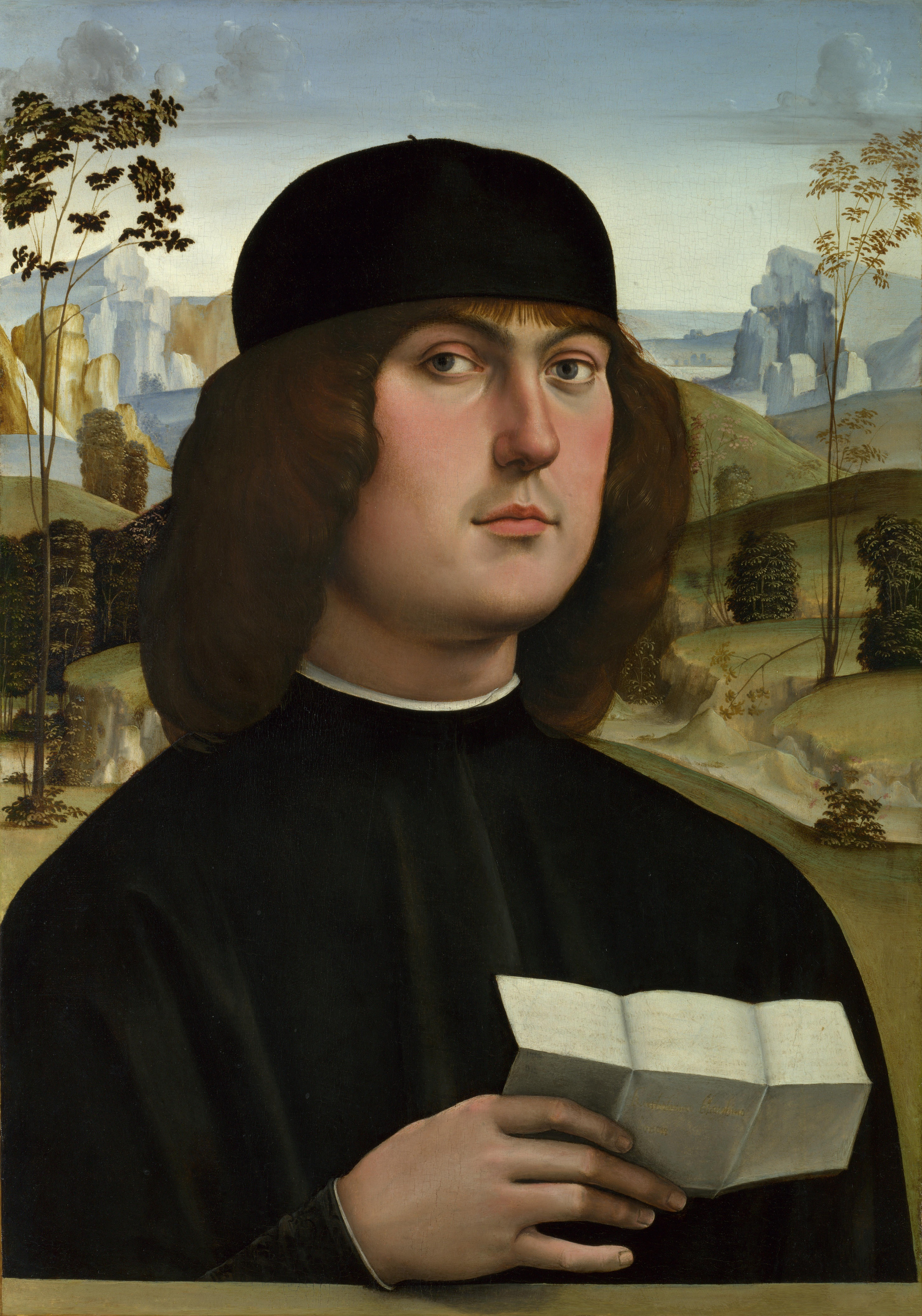
Bartolomeo Biachini 1485-1500, Londra
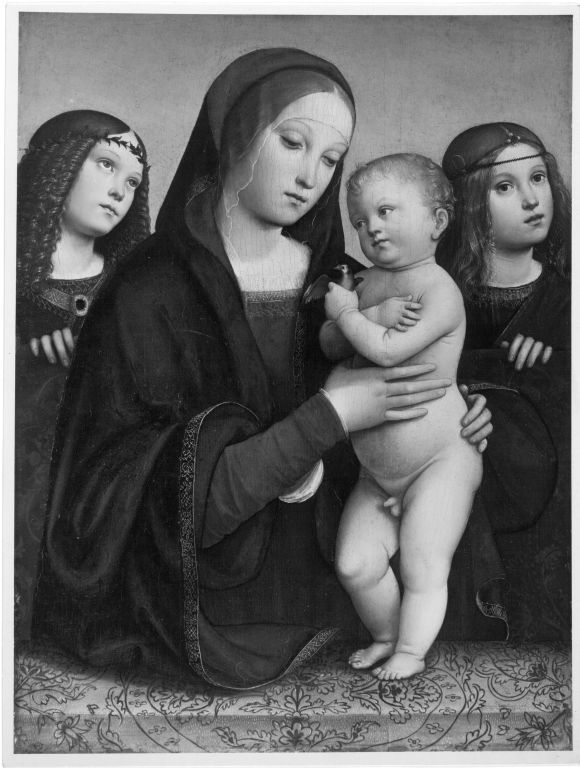
Madonna e angeli 1495 circa, Monaco

### Anni 1500-10
- Madonna e il Bambino con cardellino in mano, 1500 circa, 67 cm x 52 cm, olio su tavola, Wallington National Trust, Northumberland
- Madonna col Bambino con cardellino in mano tra i santi Francesco e Girolamo [5], 1500–10, 75 cm x 57 cm, tempera su tavola, Metropolitan Museum of Art, New York
- Annunciazione con sant'Alberto carmelitano, 1503-04 circa, 182 cm x 132 cm, olio su tela (ex tavola), Museo Condé, Chantilly
- Madonna che adora il Bambino in un roseto, 1500-05, 175 cm x 132 cm, olio su tavola, Alte Pinakothek, Monaco
- Ritratto di Evangelista Scappi, 1500-05, 55 cm x 44 cm, olio su tavola, Galleria degli Uffizi, Firenze
- Ritratto di Altobello Averoldo [6], 1505 circa, 54 cm x 41 cm, olio su tavola, National Gallery of Art, Washington
- Crocifissione con la Vergine e i santi Giovanni Evangelista, Girolamo, Francesco e Maddalena, 1505 circa, 246 cm x 146 cm, olio su tavola, Basilica di San Giacomo Maggiore, Bologna
- La vita della santa Cecilia - scene 1 (Matrimonio) & 10 (Sepoltura), 1504-06, 360 cm x 290 cm, pittura murale staccata, Oratorio di Santa Cecilia, Bologna
- Venere e Cupido, 1505-10, 80 cm x 49 cm, olio su tavola, Musée des beaux arts de Mulhouse
- Il Battesimo di Cristo , 1509, 209 cm x 169 cm, olio su tavola, Gemäldegalerie Alte Meister, Dresda

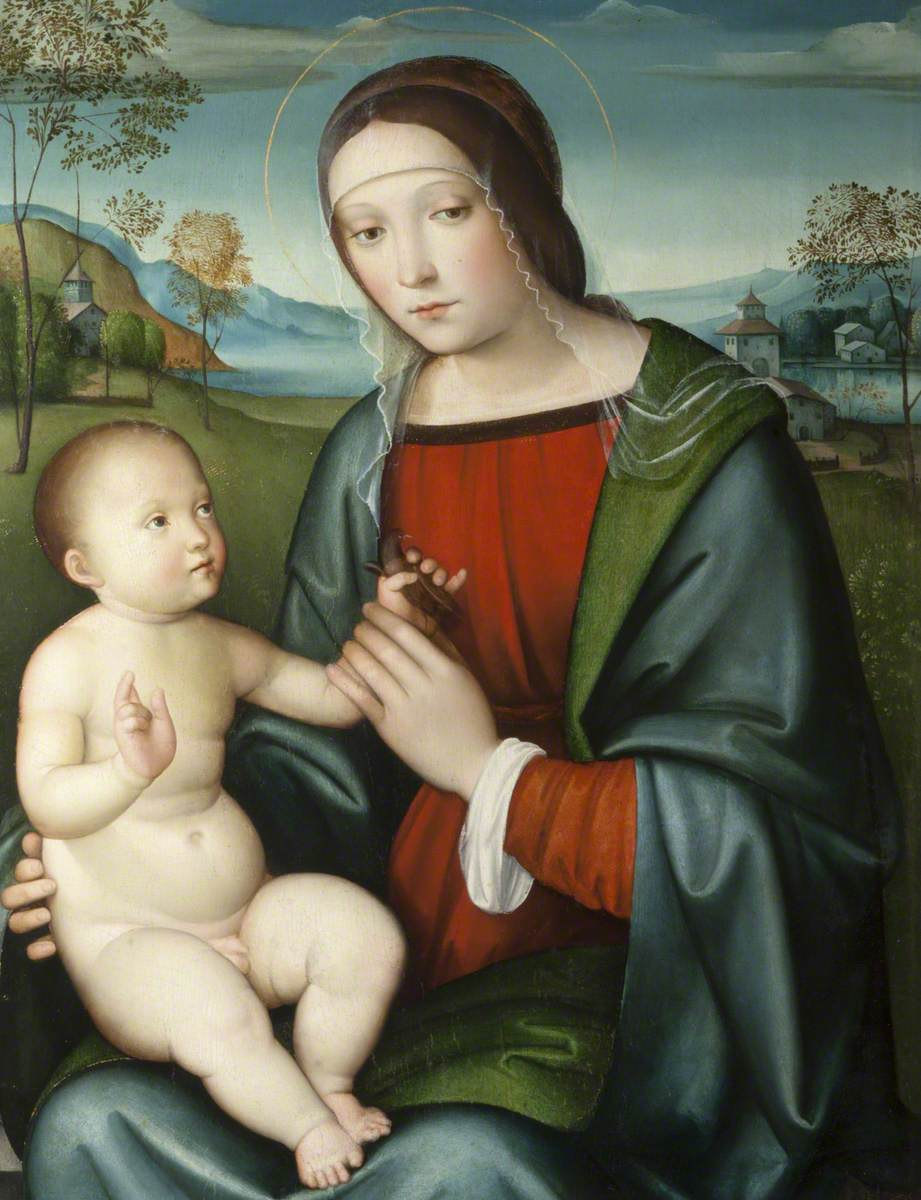
Madonna 1500 circa, Northumberland
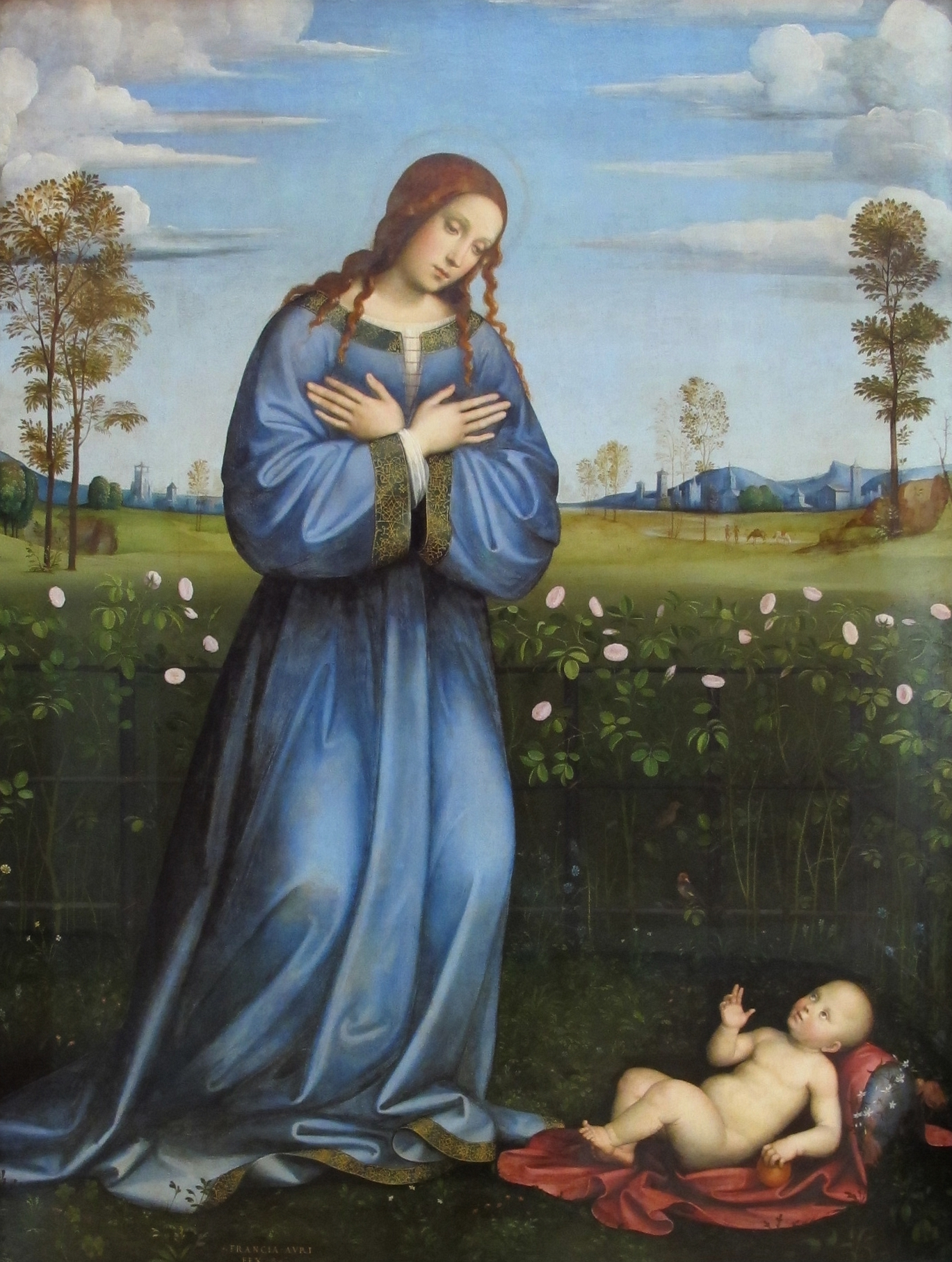
Madonna in roseto 1500-1505, Monaco
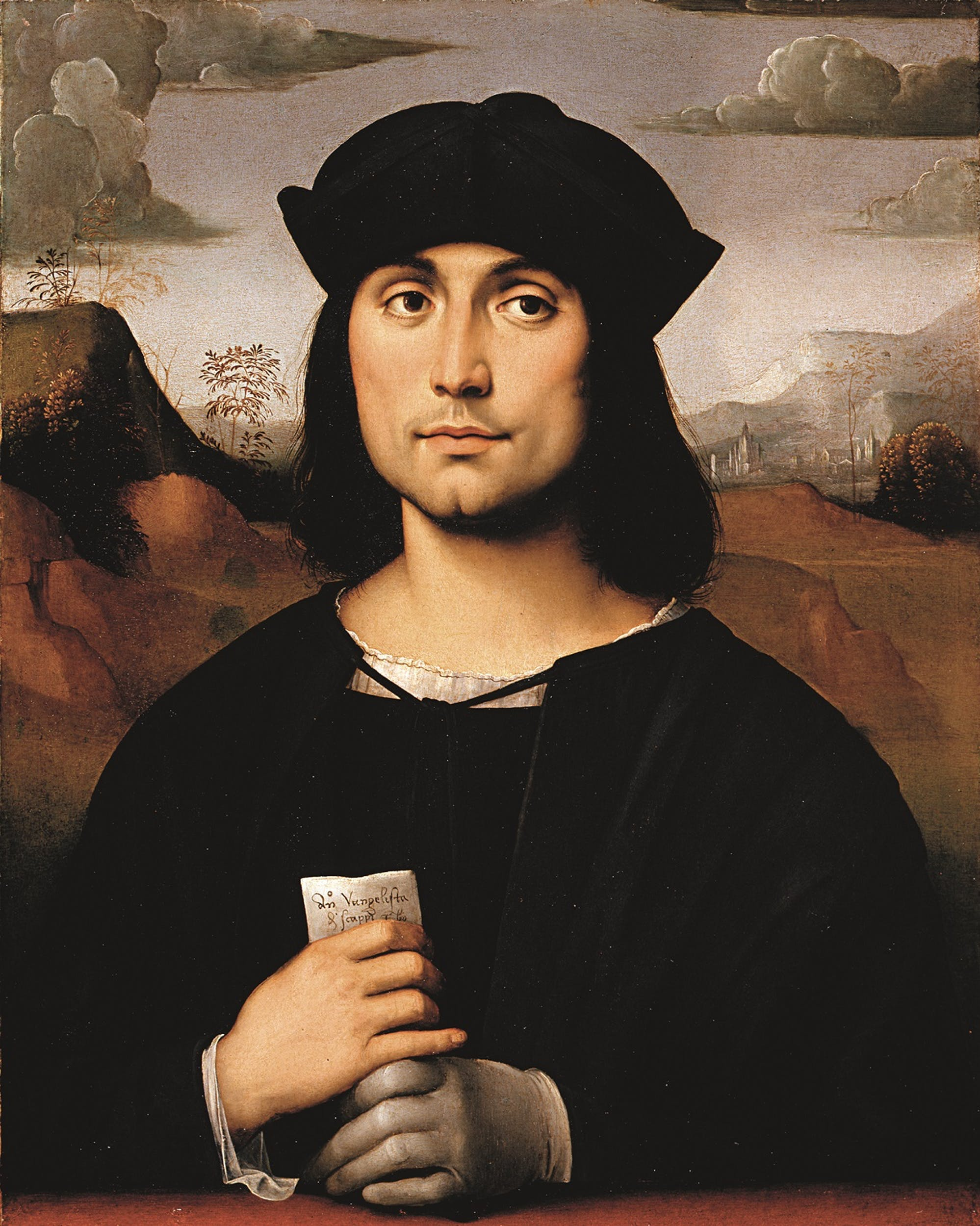
Evangelista Scappi 1500-05, Firenze
Altobello Averoldo 1505 circa, Washington
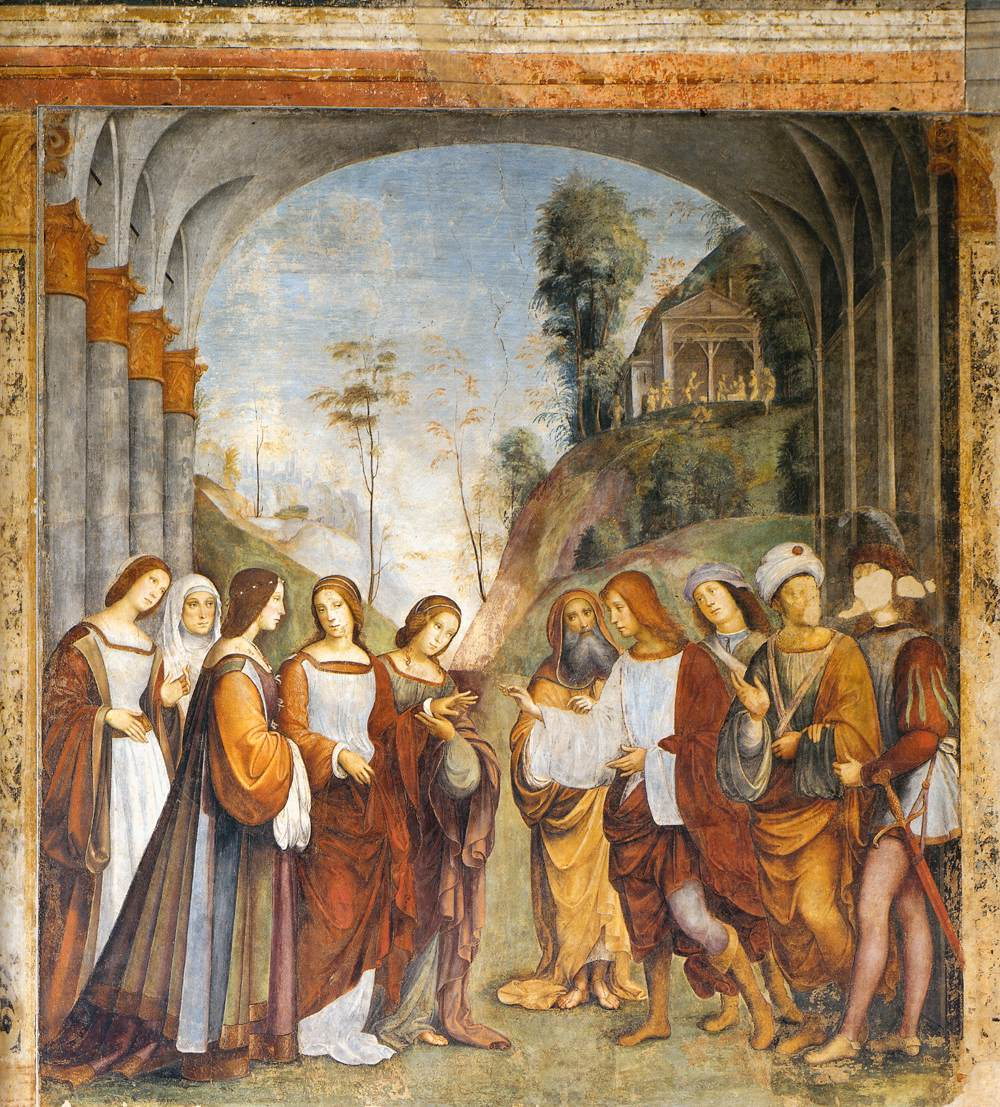
Cecilia / Matrimonio 1504-1506, Bologna
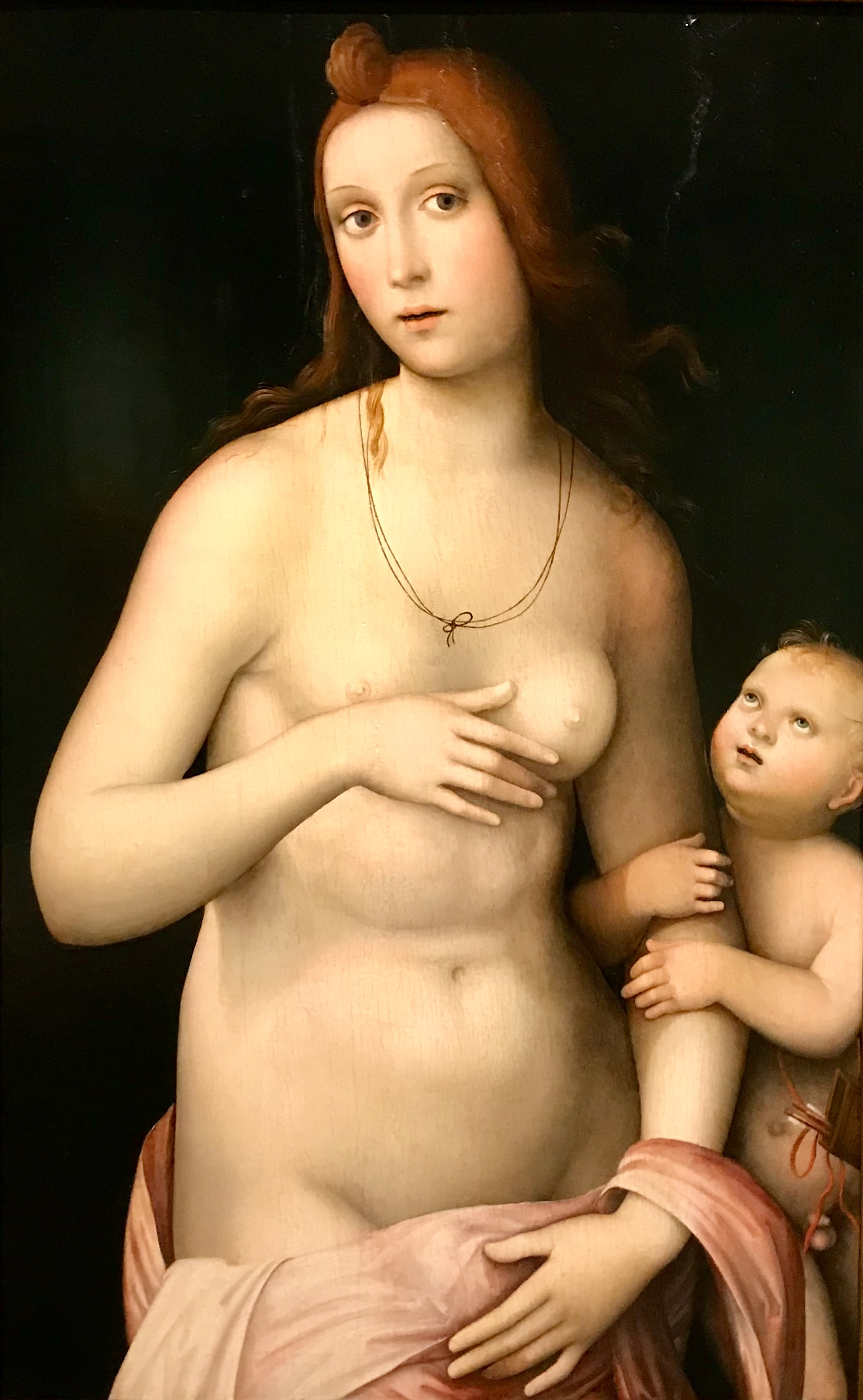
Venere e Cupido 1505-10, Mulhouse

### Dopo il 1510
- Sacra Famiglia, 1510 circa, 64 cm x 49 cm, olio su tavola, Museo di belle arti, Budapest
- Ritratto di Federico Gonzaga (figlio di Isabella d'Este) [7], 1510, 45 cm x 34 cm, olio su tavola trasferito su tela e di nuovo su tavola, Metropolitan Museum of Art, New York
- Ritratto probabile di Isabella d'Este, 1511, 44 cm x 35 cm, olio su tavola, Vienna
- Pala Buonvisi [8], 1510-12, 195 cm x 180 cm, olio su tavola, National Gallery, Londra
- Madonna col Bambino e san Giovannino [9], 1510-15, 65 cm x 51 cm, olio su tavola, Museo d'arte di San Paolo, San Paolo
- Madonna col Bambino e san Giovannino (Francesco Francia e figli) [10], 1515 circa, 115 cm x 94 cm, olio su tavola, National Gallery of Victoria, Melbourne

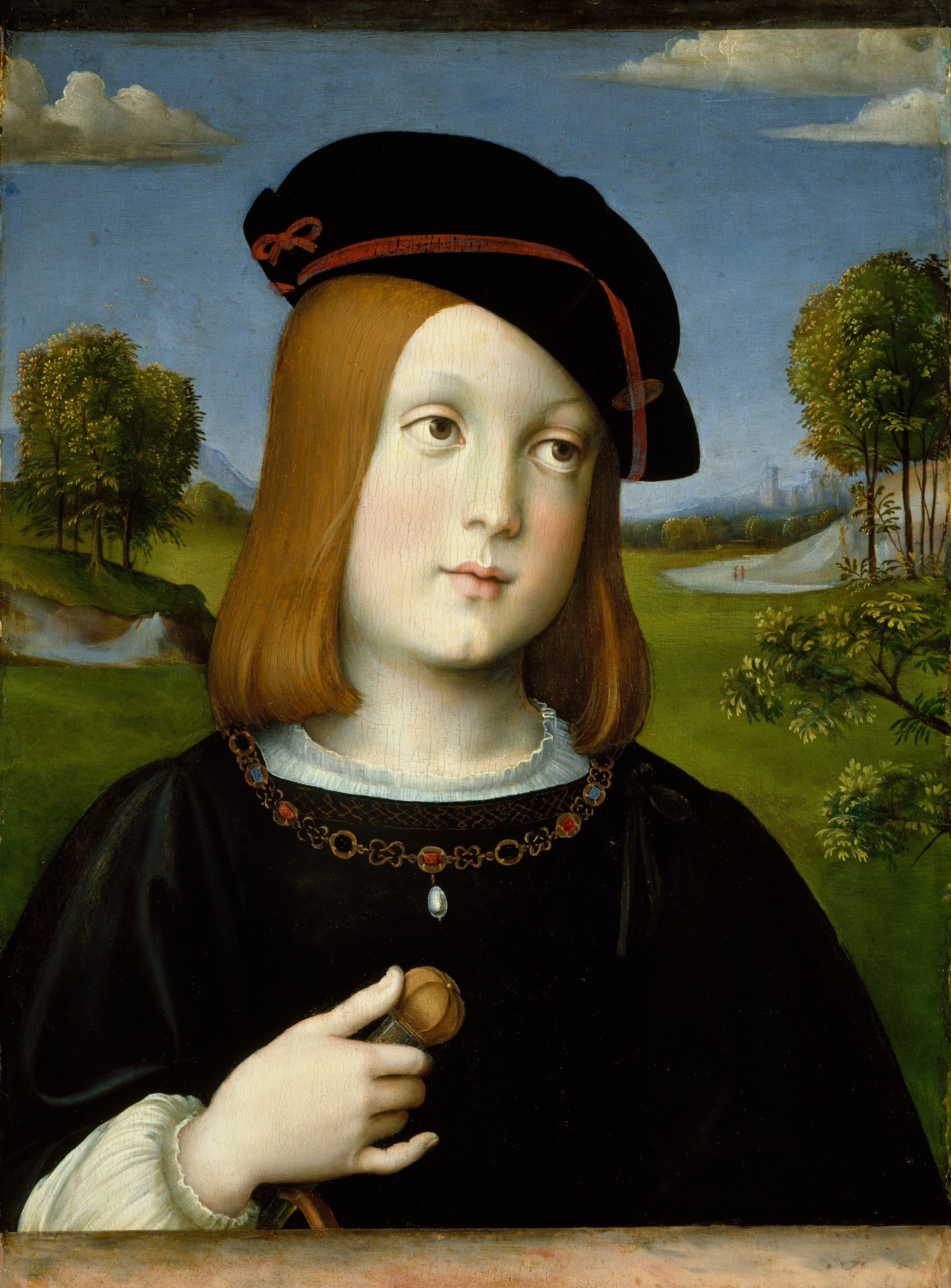
Federico Gonzaga 1510, New York
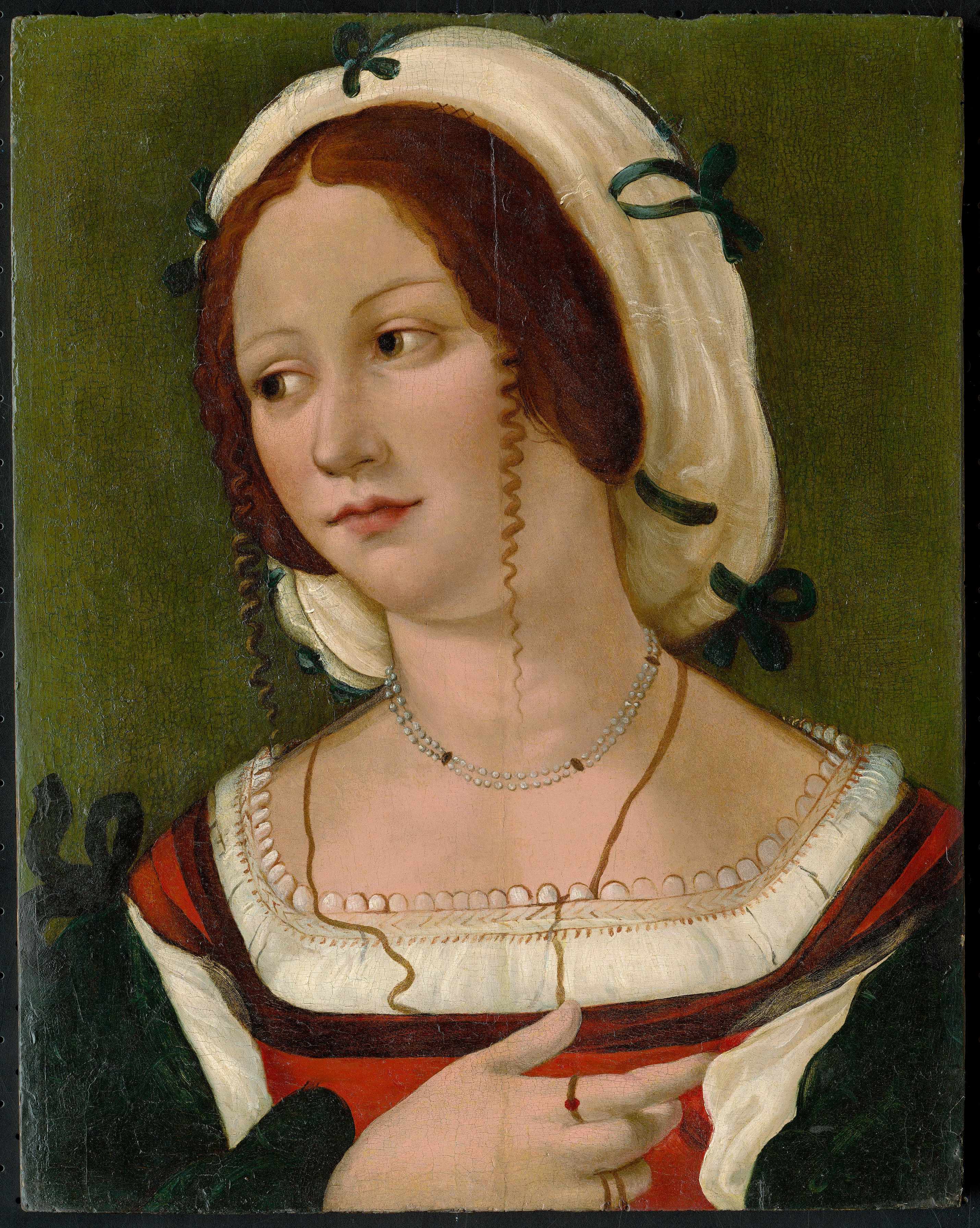
Probabile Isabella d'Este 1511, Vienna
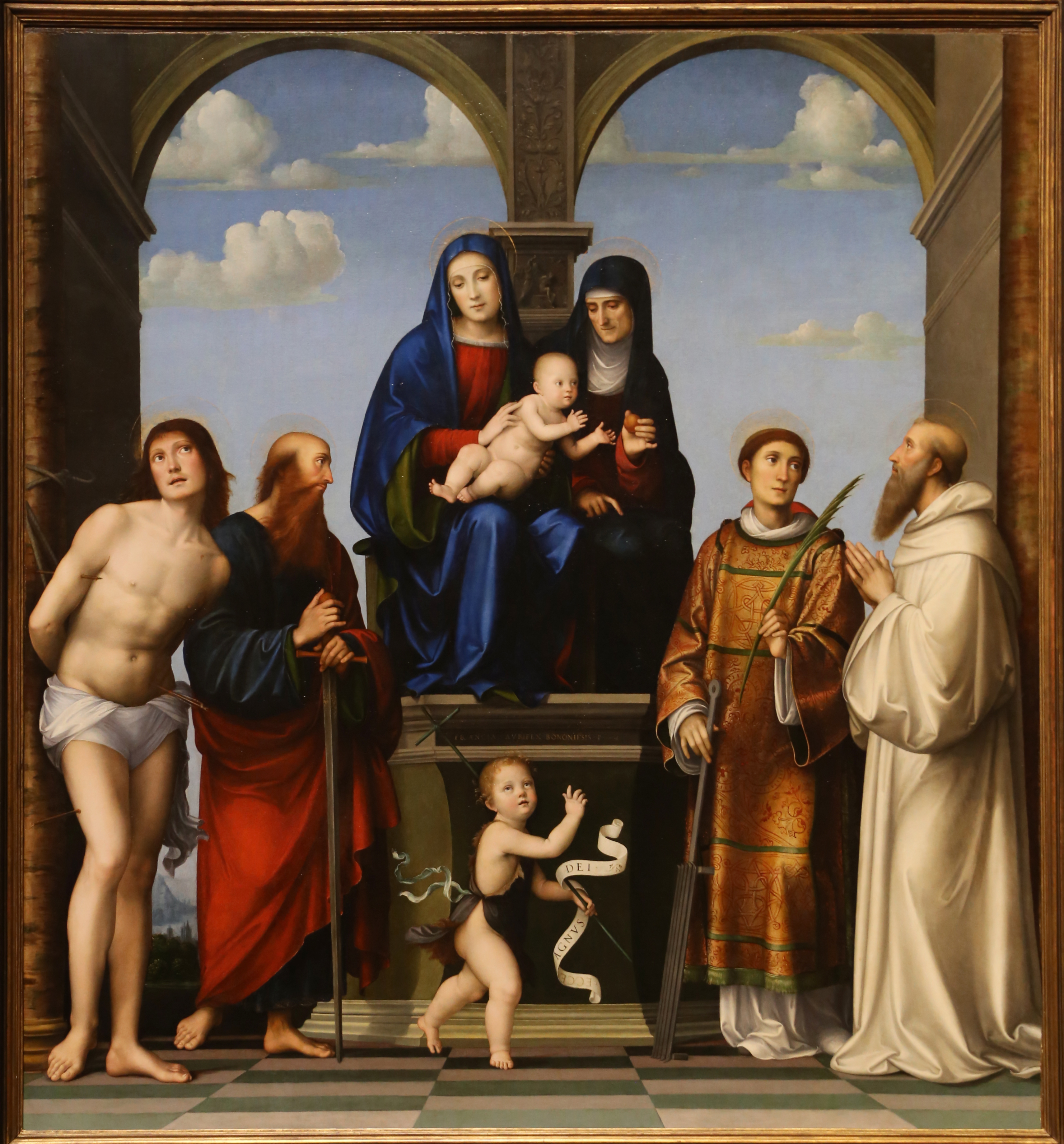
Pala Buonvisi 1510-12, Londra
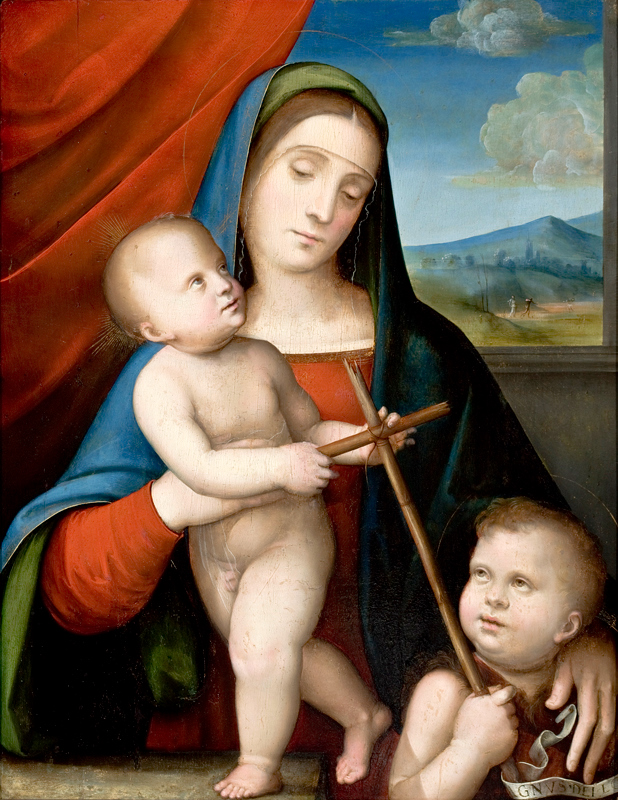
Madonna 1510-15, San Paolo
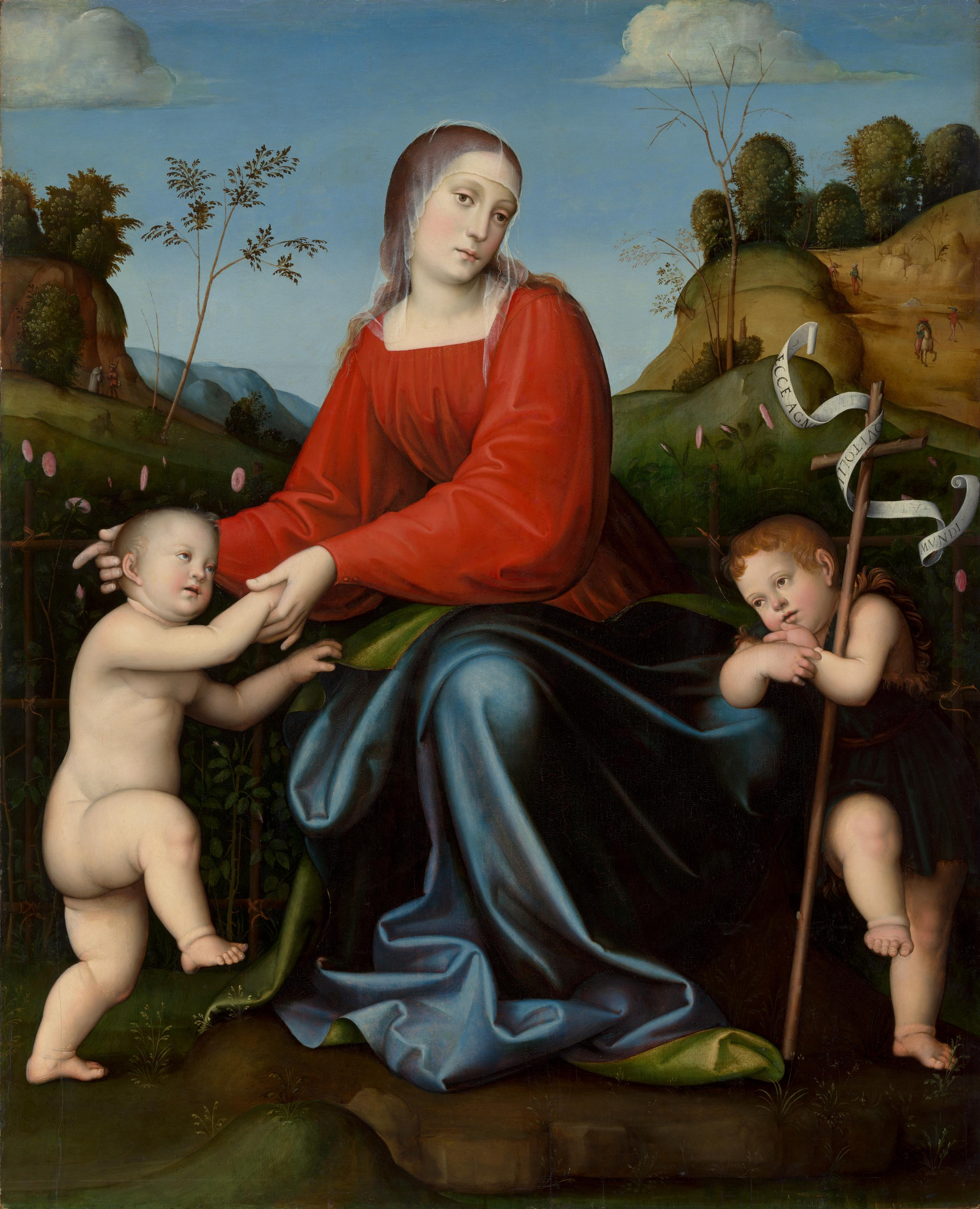
Madonna (Francia e figli) 1515 circa, Melbourne